# اعشاتن (أسايس)
اعشاتن هي إحدى مشيخات المملكة المغربية، تتبع جغرافيا لإقليم الصويرة وإداريًا لأسايس. يقدر عدد سكانها بـ 4190 نسمة حسب الإحصاء الرسمي للسكان والسكنى لسنة 2004.